# Columbo: Geld, Macht und Muskeln
Geld, Macht und Muskeln (Originaltitel: An Exercise in Fatality) ist eine erstmals im Rahmen der NBC-Sunday-Mystery-Movie-Serie gesendete Episode der Kriminalfilm-Reihe Columbo aus dem Jahr 1974. Die deutschsprachige Erstausstrahlung der ersten Folge der vierten Staffel folgte erst 1992 auf RTL plus. Der US-amerikanische Schauspieler Robert Conrad verkörpert als Milo Janus, geschäftstüchtiger Besitzer einer Fitnesskette, den Gegenspieler von Inspektor Columbo, dargestellt von Peter Falk.

## Handlung
Milo Janus ist Besitzer einer profitablen Kette von Fitnessstudios und mehrerer Zulieferbetriebe. Seine Franchisenehmer sind dazu verpflichtet, überteuerte Sportgeräte und Ausrüstung bei den Unternehmen zu beschaffen, die zu Janus’ Firmennetzwerk gehören. Die unrechtmäßig erworbenen Gewinne transferiert er illegal auf Konten außerhalb der Vereinigten Staaten, um sich in einigen Monaten in Europa zur Ruhe setzen zu können. Franchisenehmer Gene Stafford ist den betrügerischen Machenschaften auf der Spur und stellt Janus zur Rede. Er kündigt an, genügend Beweise für eine gerichtliche Klage sammeln zu wollen. Janus kann diese Drohung nicht ignorieren und muss Stafford zum Schweigen bringen. Seine Sekretärin und Geliebte Jessica Conroy hat die Anweisung, jeden eingehenden Anruf im Büro auf Tonband aufzuzeichnen. Janus schneidet eine passende Textpassage mit Staffords Stimme heraus und nimmt sie mit nach Hause. Nach Feierabend sucht er Stafford erneut im Fitnesscenter auf und attackiert ihn. Der körperlich unterlegene Mann kann sich zunächst befreien, indem er dem Angreifer heißen Kaffee über den Arm gießt. Sein Fluchtversuch endet jedoch in einer Turnhalle, wo Janus ihn unter Einsatz einer Eisenstange erwürgt. Anschließend zieht er Stafford einen Trainingsanzug und Turnschuhe an. Er legt den leblosen Körper auf eine Flachbank und eine schwere Langhantel auf dessen Hals, damit der Anschein erweckt wird, es handle sich um einen Trainingsunfall. Zu Hause erwarten Janus bereits Gäste, um die sich Conroy während seiner Abwesenheit gekümmert hat. Mithilfe des vorbereiteten Tonbandausschnittes fingiert er vom Arbeitszimmer aus einen Anruf Staffords, den Conroy auf der zweiten Leitung im Wohnzimmer entgegennimmt. In Hörweite der Gäste vermittelt Janus beim nachfolgenden „Gespräch“ den Eindruck, Stafford stünde kurz vor dem Beginn einer anstrengenden Trainingseinheit.
Am nächsten Morgen wird der Leichnam gefunden. Columbo fallen sofort die vom verschütteten Kaffee verursachten Flecken auf dem neuen Teppichboden sowie leere Imbissbehälter im Büro des Opfers auf. Offenbar hatte Stafford vor dem Training noch eine größere Mahlzeit zu sich genommen. Darüber hinaus befinden sich auf dem frisch gewachsten Boden der Turnhalle braune Absatzspuren, die auf abrupte Bewegungen hindeuten und von Staffords Straßenschuhen im Schließfach stammen müssen. Der Inspektor informiert Janus in Anwesenheit der leicht bekleideten Conroy in dessen Strandhaus über die jüngsten Ereignisse. Janus gibt sich betroffen und betont, er habe Stafford vor einer übermäßigen physischen Belastung gewarnt. Beiläufig registriert Columbo Verbrennungen an Janus’ Arm. Beim Anruf eines Geschäftspartners fällt ihm ein weiteres Detail auf: Die Lampe am Telefon im Wohnzimmer, welche die Belegung der anderen Leitung im Haus signalisiert, funktioniert nicht. Janus hatte die Anzeige am Vorabend bewusst ausgeschaltet, damit niemand bemerkt, dass der Anruf vom Arbeitszimmer kam. Danach erkundigt sich der Inspektor nach Ruth Stafford. Die alkoholabhängige und getrennt lebende Ehefrau des Ermordeten berichtet von Spannungen zwischen Janus und ihrem Ex-Mann. Außerdem gibt es in Staffords Kalender mehrere Eintragungen mit dem Namen Lewis Lacey, der – wie sich bald herausstellt – beauftragt wurde, die Geldflüsse in Janus’ Geschäftsunterlagen auf Rechtmäßigkeit zu untersuchen. Lacey übergibt Ruth die bisherigen Ergebnisse seiner Nachforschungen.
Während eines Besuches in Janus’ Büro erfährt Columbo von den Tonbandaufnahmen. Er entdeckt eine Lücke in einem aufgezeichneten Telefongespräch, das Stafford kürzlich mit Conroy geführt hat. Überdies gibt die Sekretärin zu Protokoll, sie habe sich in der Mordnacht zum ersten Mal in Janus’ Haus aufgehalten. Demnach hätte der überraschte Stafford vermutlich eine andere als die übliche förmliche Begrüßung gewählt. Am Abend versucht Janus während einer Unterredung in einem Restaurant in verletzender Weise, Ruth Stafford von ihrem Misstrauen abzubringen, das sie nach der Durchsicht von Laceys Akten ihm gegenüber äußert. In ihrer depressiven Stimmung überlebt die labile Frau später nur knapp einen Suizidversuch. Im Krankenhaus erzählt sie dem Inspektor von dem Treffen mit Janus. Wütend beschuldigt er daraufhin seinen Verdächtigen in der Öffentlichkeit, für den Tod Staffords verantwortlich zu sein. Eine zufällige Begegnung mit einer Mutter, die ihrem Sohn die Schnürsenkel zubindet, bringt Columbo auf den entscheidenden Gedanken. Zurück im Büro erhält der konsternierte Janus einen Anruf mit Staffords Stimme am anderen Ende der Leitung. Im Vorzimmer demonstriert der Inspektor, welche Rolle das manipulierte Tonband zur Vortäuschung des Telefonates nach der Tat gespielt hat. Fotos von Staffords Turnschuhen mit spiegelverkehrten Knoten zeigen zudem, dass die Schnürsenkel von einer anderen Person gebunden worden sein müssen. Gemäß Janus’ eigener Aussage hatte Stafford seinen Trainingsanzug an. Da dieser noch kurz vor seinem Tod von Augenzeugen in Geschäftskleidung gesehen wurde und das Fitnessstudio in der Nacht abgeschlossen war, könne nur Janus selbst die Garderobe gewechselt haben. Sein vermeintlich perfektes Alibi wird ihm nun zum Verhängnis.

## Besetzung und Synchronisation
Die deutschsprachige Synchronfassung entstand im Jahr 1992 bei der Alster Studios Synchron.
| Figur              | Darsteller         | Deutscher Sprecher |
| ------------------ | ------------------ | ------------------ |
| Lieutenant Columbo | Peter Falk         | Claus Biederstaedt |
| Gaststars          |                    |                    |
| Milo Janus         | Robert Conrad      | Horst Stark        |
| Jessica Conroy     | Gretchen Corbett   | Gabriele Libbach   |
| Buddy Castle       | Pat Harrington Jr. | Gerhart Hinze      |
| Ruth Stafford      | Collin Wilcox      | Heidi Schaffrath   |
| Weitere Darsteller |                    |                    |
| Gene Stafford      | Phil Bruns         | Horst Breiter      |
| Al Murphy          | Jude Farese        | Thomas M. Stein    |
| Lewis Lacey        | Darrell Zwerling   | Jens Wawrczeck     |
| Krankenschwester   | Kathleen O’Malley  | Anne Schermutzki   |
| Rose               | Susan Jacoby       | Hildegard Krekel   |

## Rezeption
Die Fernsehzeitschrift TV Spielfilm vergab eine positive Wertung (Daumen hoch): „Muskeln ja, aber ein schwächliches Skript. […] Der Auftakt der vierten Staffel enttäuscht ein wenig mit Zähigkeiten und Ungereimtheiten, was dem Erfolg der Serie aber bekanntlich keinen Abbruch tat.“
Der Autor Michael Striss wertete mit drei von vier Sternen (sehr empfehlenswert). Er unterstrich den amüsanten Kontrast zwischen den beiden unterschiedlichen Persönlichkeiten, sah aber auch einige Längen in der Handlung: „Die Originalität dieser durchweg unterhaltsamen Folge besteht in dem Duell zwischen Bizeps und Gehirnzellen. Seriendarsteller Robert Conrad gehört nicht zu den besonders charismatischen Schauspielern, braucht hier aber weniger Mienen- als lediglich Muskelspiel zu zeigen. Eine sehenswerte Einlage bietet Columbos Kampf mit einer äußerst bürokratischen Angestellten eines Personalbüros. Er fragt dort nur, wo er eine bestimmte Person im Haus finden könne; woraufhin eine »formlose Anfrage« über Computer gestartet werden muss, die sich als äußerst kompliziert und letztlich ergebnislos herausstellt. Paradoxerweise wird die angebliche Überflüssigkeit einer solchen Szene gerade von jenen moniert, die sich anschließend – zu Recht – über Kürzungen und Verstümmelungen der Episoden aufregen.“
Der Autor Mark Dawidziak monierte diese Einstellung ebenfalls: „Dennoch ist Geld, Macht und Muskeln eine der aufgeblähteren der zweistündigen Episoden, auch wenn der Krimi recht gut ist. Selbst der talentierte Regisseur Bernard Kowalski (Mord mit der linken Hand) konnte nicht viel tun, um das Tempo aufrechtzuerhalten. Eine Szene, in der Columbo versucht, Informationen von einer bürokratischen Büroangestellten zu bekommen, wirkt gezwungen und unnötig. Sie zieht sich hin und dehnt die Folge auf zwei Stunden aus.“